# Sinomegoura citricola
Sinomegoura citricola är en insektsart som först beskrevs av Van der Goot 1917.  Sinomegoura citricola ingår i släktet Sinomegoura och familjen långrörsbladlöss. Inga underarter finns listade i Catalogue of Life.